# Rockliffe Fellowes
Rockliffe St. Patrick Fellowes (Ottawa, 17 marzo 1884 – Los Angeles, 28 gennaio 1950) è stato un attore canadese teatrale e cinematografico. Il suo nome appare anche in alcuni spettacoli di Broadway.

## Filmografia

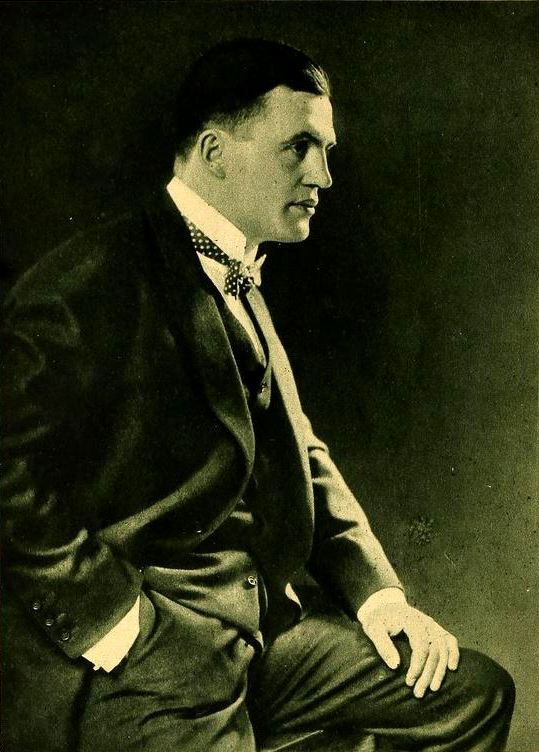
Rockliffe Fellowes ritratto sul numero di aprile/maggio 1920 di Motion Picture Magazine

- La rigenerazione (The Regeneration), regia di R.A. Walsh (1915)
- Where Love Leads, regia di Frank C. Griffin (1916)
- The Bondage of Fear, regia di Travers Vale (1917)
- The Web of Desire, regia di Émile Chautard (1917)
- Man's Woman, regia di Travers Vale (1917)
- The Easiest Way, regia di Albert Capellani (1917)
- The Wasp, regia di Lionel Belmore (1918)
- The Man Hunt, regia di Travers Vale (1918)
- Friend Husband, regia di Clarence G. Badger (1918)
- The Panther Woman, regia di Ralph Ince
- The Cup of Fury, regia di T. Hayes Hunter (1920)
- In Search of a Sinner, regia di David Kirkland (1920)
- Yes or No, regia di Roy William Neill (1920)
- The Point of View, regia di Alan Crosland (1920)
- Pagan Love, regia di Hugo Ballin (1920)
- The Price of Possession, regia di Hugh Ford (1921)
- Bits of Life, regia di James Flood, Marshall Neilan, William J. Scully (1921)
- Island Wives, regia di Webster Campbell (1922)
- The Strangers' Banquet, regia di Marshall Neilan (1922)
- The Remittance Woman, regia di Wesley Ruggles (1923)
- Trifling with Honor, regia di Harry A. Pollard (1923)
- Penrod and Sam, regia di William Beaudine (1923)
- I predatori (The Spoilers), regia di Lambert Hillyer (1923)
- Boy of Mine, regia di William Beaudine (1923)
- Flapper Wives, regia di Justin H. McCloskey, Jane Murfin (1924)
- Borrowed Husbands, regia di David Smith (1924)
- Missing Daughters, regia di William H. Clifford (1924)
- The Signal Tower, regia di Clarence Brown (1924)
- Cornered, regia di William Beaudine (1924)
- The Border Legion, regia di William K. Howard (1924)
- The Garden of Weeds, regia di James Cruze (1924)
- All'ombra delle pagode (East of Suez), regia di Raoul Walsh (1925)
- Déclassée, regia di Robert G. Vignola (1925)
- The Golden Princess, regia di Clarence G. Badger (1925)
- Without Mercy, regia di George Melford (1925)
- Rose of the World, regia di Harry Beaumont (1925)
- Counsel for the Defense, regia di Burton L. King (1926)
- Rocking Moon, regia di George Melford (1926)
- Bolidi in corsa (The Road to Glory), regia di Howard Hawks (1926)
- Io l'ho ucciso (Silence), regia di Rupert Julian (1926)
- La collana di Penelope (Honesty - The Best Policy), regia di Chester Bennett e Albert Ray (1926)
- Syncopating Sue, regia di Richard Wallace (1926)
- The Third Degree, regia di Michael Curtiz (1926)
- La ballerina del taxi (The Taxi Dancer), regia di Harry F. Millarde (1927)
- The Understanding Heart, regia di Jack Conway (1927)
- The Satin Woman, regia di Walter Lang (1927)
- The Crystal Cup, regia di John Francis Dillon (1927)
- Il giustiziere (The Charlatan), regia di George Melford (1929)
- Gli uomini della notte (Outside the Law), regia di Tod Browning (1930)
- The Vice Squad, regia di John Cromwell (1931)
- Monkey Business - Quattro folli in alto mare (Monkey Business), regia di Norman Z. McLeod (1931)
- Ladies of the Big House regia di Marion Gering (1931)
- Hotel Continental, regia di Christy Cabanne (1932)
- Huddle, regia di, non accreditato, Sam Wood (1932)
- The All-American, regia di Russell Mack e, non accreditato, George Stevens (1932)
- Renegades of the West, regia di Casey Robinson (1932)
- Lawyer Man, regia di William Dieterle (1932)
- 20.000 anni a Sing Sing (20.000 Years in Sing Sing), regia di Michael Curtiz (1932)
- Il mistero della radio (The Phantom Broadcast), regia di Phil Rosen (1933)
- Rusty Rides Alone, regia di D. Ross Lederman (1933)
- The Silk Express, regia di Ray Enright (1933)
- Back Page, regia di Anton Lorenze (1934)